# Ledebouria cremnophila
Ledebouria cremnophila là một loài thực vật có hoa trong họ Măng tây. Loài này được S.Venter & van Jaarsv. mô tả khoa học đầu tiên năm 2006.